# Veliko Vojvodstvo Baden
Veliko Vojvodstvo Baden (njemački: Großherzogtum Baden) povijesna je država u jugozapadnoj Njemačkoj, na istočnoj obali Rajne. Postojalo je između 1806. i 1918.

## Povijest
Baden je nastao u 12. stoljeću kao Markgrofovija Baden, a potom podijeljena po različitim plemićkim linijama, koje su objedinjene godine 1771. Godine 1803. Baden je izdignut na izbornu kneževinu Svetoga Rimskog Carstva. Baden je postao proširenije Veliko Vojvodstvo Baden kroz raspad Svetoga Rimskog Carstva 1806. godine.
Godine 1815. se pridružio Njemačkome savezu. Tijekom revolucija 1848. u njemačkim pokrajinama, Baden je bio središte revolucionarne aktivnosti. Godine 1849. Baden je bio jedina njemački država koja je za kratko vrijeme postala republika, pod vodstvom Lorenza Brentana. Konačno je pruska vojska ugušila revoluciju u Badenu.
Veliko Vojvodstvo Baden ostalo je suverena država do ulaska u Njemačko Carstvo 1871. godine. Nakon revolucije 1918. Baden je postao dio Republike Baden i Weimarske Republike. 

## Ustav i Vlada
Veliko Vojvodstvo Baden bilo je nasljedna monarhija s nositeljem izvršne vlasti u liku nadvojvode dok je zakonodavno tijelo dijelio s predstavničkom skupštinom (Landtag) koja se sastojala od dva doma.
Gornji dom uključivao je sve punoljetne knezove vladajuće obitelji, čelnike svih medijatiziranih obitelji, nadbiskupa Freiburga, predsjednika Protestantske Evangeličke Crkve, zastupnika iz svakog od sveučilišta i tehničkih škola, osam članova izabranih od teritorijalnog plemstva na četiri godine, tri zastupnika koje je izabirala gospodarska komora, dva poljoprivredna, jedan obrtnička, dva gradonačelnika općina i osam članova (dva od njih pravni su činovnici) koje imenuje nadvojvoda. 
Donji dom se sastojalo od 73 narodnih predstavnika, od kojih su 24 izabirali su stanovnici pojedinih zajednica, a 49 po ruralnim zajednicama. Svaki građanin od 25 godina, koji nije bilo osuđen i nije bio prosjak, imao je pravo glasa. Izbori su, međutim, bili neizravni. Građani su izabrali Wahlmänner (zastupnika birača), koji je odabirao zastupnika. Dom se sastajao najmanje svake dvije godine. Donji dom je izabiran na četiri godine, polovina članova odlazila je u mirovinu svake dvije godine.
Izvršna vlast se sastojala od četiri odjela: unutrašnji poslovi, vanjski i nadvojvodski, financije i pravosuđe te crkveni poslovi i obrazovanje.
Glavni izvori prihoda bili su izravni i neizravni porezi, željeznice i domene. Željeznicom je upavljala država, i činila jedini izvor velikog javnog duga, oko 22 milijuna funta.
Sudovi su imali sjedišta u Karlsruheu, Freiburgu, Offenburgu, Heidelbergu, Mosbachu, Waldshutu, Konstanzu, i Mannheimu, odakle su se žalbe prosljeđivale Reichsgerichtu (vrhovnom sudu) u Leipzigu.

## Badenski vojvode
- 1806. – 1811.: Karlo Fridrik I. (* 1728., † 1811.)
- 1811. – 1818.: Karlo I. (* 1786., † 1818.)
- 1818. – 1830.: Luj I. (* 1763., † 1830.)
- 1830. – 1852.: Leopold I. (* 1790., † 1852.)
- 1852. – 1858.: Luj II. (* 1824., † 1858.)
- 1858. – 1907.: Fridrik I.[a] (* 1826., † 1907.)
- 1907. – 1918.: Fridrik II. (* 1857., † 1928.)